# Abaixamento do ponto de fusão
O abaixamento do ponto de fusão (algumas vezes tratado como abaixamento do ponto de congelação ou congelamento ou solidificação) descreve o fenômeno no qual o ponto de fusão ou solidificação de um líquido (um solvente) é abaixado quando outro composto é adicionado, significando que uma solução tem um ponto de solidificação mais baixo que um solvente puro. Isto ocorre sempre que um soluto é adicionado a um solvente puro, tal como a água. O fenômeno pode ser observado na água do mar, a qual devido a seu conteúdo de sais diversos, especialmente o cloreto de sódio, permanece como líquido a temperaturas abaixo de 0 °C, o ponto de congelamento da água pura.